# Dióxido de germânio
O dióxido de germânio é um composto inorgânico com a fórmula química GeO2. É um óxido de germânio que é encontrado em forma de pó branco ou cristalino.

### Propriedades
O dióxido de germânio é um composto estável que não reage com o ar ou a água em condições normais. Tem um ponto de fusão de 1086°C e um ponto de ebulição de 2000°C. É insolúvel em água, mas solúvel em ácidos e bases fortes.

#### Preparação
O dióxido de germânio pode ser preparado pela reação entre o germânio e o oxigênio:
Ge + O2 → GeO2
Também pode ser preparado pela reação entre o germânio e o ácido nítrico:
Ge + 4HNO3 → GeO2 + 2NO + 2H2O

### Aplicações[3]
O dióxido de germânio é utilizado em diversas aplicações, incluindo:
Fotônica: O dióxido de germânio é utilizado como material de base para a fabricação de fibras ópticas e outros componentes fotônicos.
Eletrônica: O dióxido de germânio é utilizado como material de base para a fabricação de dispositivos eletrônicos, incluindo transistores e diodos.
Catalisador: O dióxido de germânio é utilizado como catalisador em reações químicas, incluindo a produção de polímeros.
1. ↑  Lide, David R. (2004). CRC Handbook of Chemistry and Physics, 85th Edition. [S.l.]: Taylor & Francis Group. p. 96
2. ↑  Heidelberger, Charles (1953). The Metabolic Degradation in the Mouse of 1,2,5,6-Dibenzanthracene-9,10-C14. III. Some Quinone Metabolites Retaining the Intact Ring System1-3. [S.l.]: © American Chemical Society. p. 1303
3. ↑  Wanda, Elijah. Application of silica and germanium dioxide nanoparticles/ polyethersulfone blend membranes for removal of emerging micropollutants from water. [S.l.: s.n.]